# Belarussen

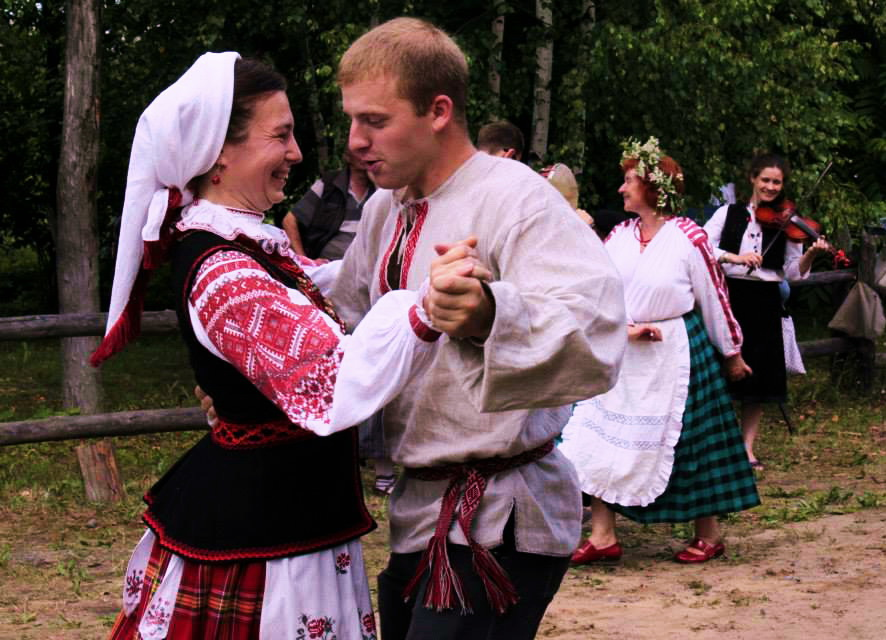
Tänze in belarussischen traditionellen Bauernkostümen auf Semukh in der Stadt Mogilev. Foto von 2013.

Die Belarussen (auch Belarusen  oder Weißrussen, historisch Weißruthenen) bilden das Staatsvolk von Belarus (dort ca. 8,1 Millionen). Größere belarussische Minderheiten siedeln in Teilen Polens – insbesondere im Raum Białystok – und in Russland – hier insbesondere im Westen des Staates, in den Großstädten sowie in der Exklave Kaliningrad.
Die Belarussen in den Städten sprechen heute überwiegend Russisch oder einen Trassjanka („Viehfutter“) genannten Mischdialekt aus russischen und belarussischen Elementen. Die Verwendung der belarussischen Sprache ist seit 1995 wieder zurückgegangen, nachdem Präsident Aljaksandr Lukaschenka das Russische als zweite Amtssprache (wieder-)eingeführt hat.

## Belarussische Diaspora
Nach einer Schätzung lebten Anfang des 21. Jahrhunderts etwa 3,5 Millionen Personen belarussischer Abstammung im Ausland. 
Im 18. und 19. Jahrhundert spielten hauptsächlich politische Gründe eine Rolle für die Flucht ins Ausland. Die erste nennenswerte Migrationswelle fand jedoch im 19. und 20. Jahrhundert statt, bei der wirtschaftliche Gründe im Vordergrund standen. Bis zum Beginn des Ersten Weltkriegs wanderten etwa 700.000 Personen nach Russland und 500.000 bis 600.000 in westliche Staaten aus. Nach dem Ende des Zweiten Weltkriegs befanden sich rund 1,5 Millionen Belarussen als so genannte „Displaced Persons“ im Ausland, von denen nur ein Drittel wieder in die Weißrussische Sozialistische Sowjetrepublik zurückkehrte.